# Opad promieniotwórczy

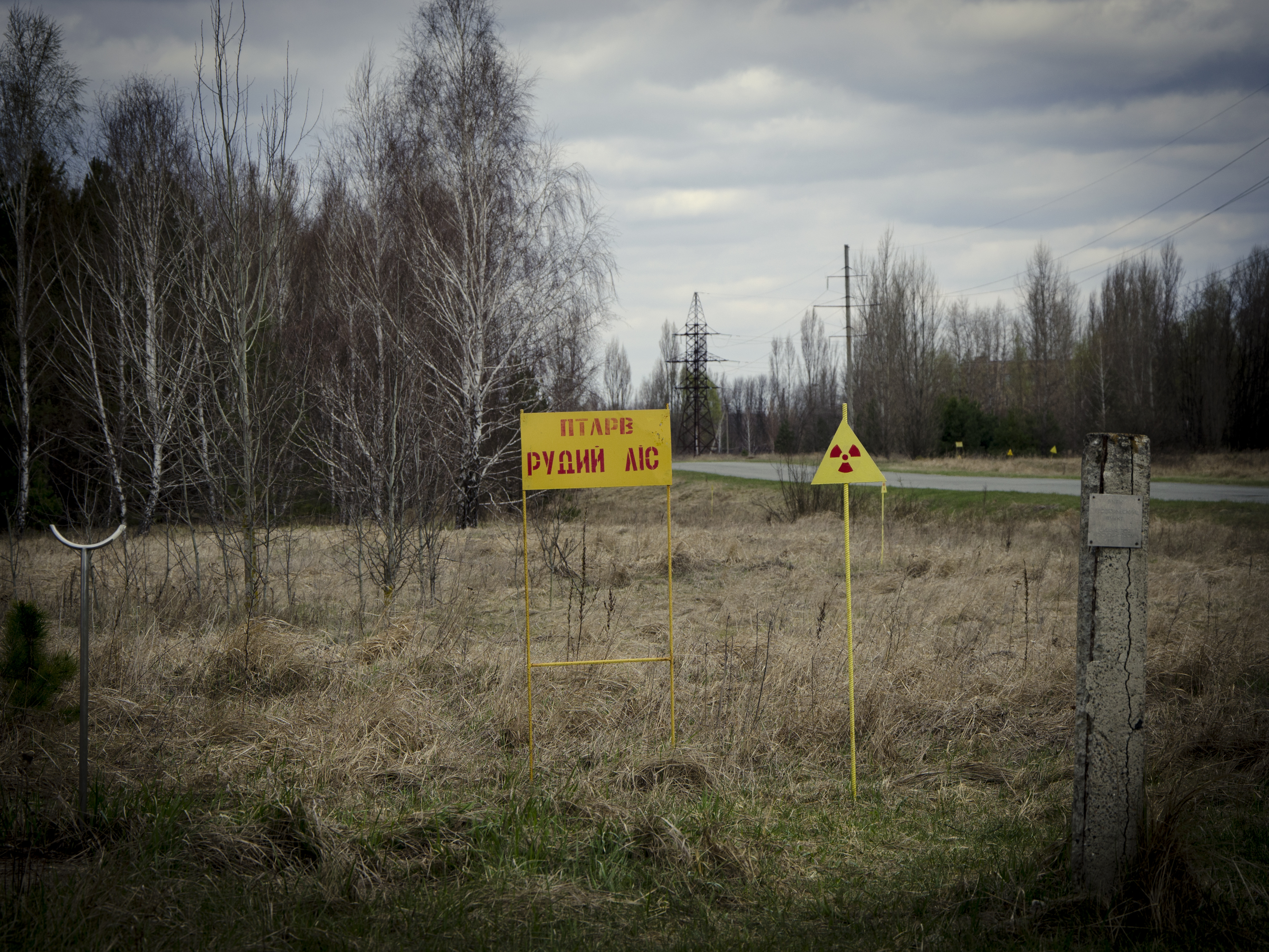
Czerwony Las w rejonie Czarnobylskiej Elektrowni Jądrowej, skażony przez opad promieniotwórczy

Opad promieniotwórczy (ang. nuclear fallout) – opad na ziemię pyłów promieniotwórczych. Jeden ze śmiercionośnych efektów wybuchu jądrowego (obok promieniowania cieplnego, fali uderzeniowej i promieniowania jonizującego), może też być wynikiem awarii w systemach zawierających materiały promieniotwórcze, a także w wyniku celowego rozproszenia w wyniku działania brudnej bomby.
Oddziaływanie opadu jest długotrwałe (do kilku dni), w odróżnieniu od pozostałych, prawie natychmiastowych efektów wybuchu jądrowego. Jest to również efekt o najdalszym zasięgu, gdyż wiatr może przenosić pył promieniotwórczy setki kilometrów od miejsca wybuchu zanim spadnie on na ziemię. Pewna część silnych eksplozji, w tym szczególnie przeprowadzonych w atmosferze, może nawet wejść do stratosfery i rozprzestrzenić się po całej kuli ziemskiej, powodując globalny opad promieniotwórczy.
Opad promieniotwórczy wywołuje promieniotwórcze skażenie terenu.

## Czarny deszcz

Chmura burzy ogniowej nad Hiroszimą, podczas jej formowania się zaczął padać czarny deszcz

Krótko po atakach na Hiroszimę i Nagasaki odnotowano opady deszczu na obszarach do kilkunastu kilometrów od hipocentrów. Ponieważ większość tych opadów zawierała sadzę i pył, zostały one nazwane „czarnymi deszczami”. Powszechnie sądzono, że miały one właściwości radioaktywne i kontakt z nimi znacząco zwiększył liczbę ofiar i chorych na chorobę popromienną, ale badania naukowców z 2014 r. nie potwierdziły tych informacji.